# Тагути, Нобутака
Нобутака Тагути (яп. 田口信教 Тагути Нобутака, 18 июня 1951) — японский пловец, олимпийский чемпион.

## Биография
Родился в 1951 году в городе Сайдзё префектуры Эхиме; закончил Национальный университет физической культуры в Каное.
В 1968 году принял участие в Олимпийских играх в Мехико, но не завоевал медалей. В 1970 году стал обладателем серебряной и бронзовой медалей Универсиады, а также двух золотых медалей Олимпийских игр. В 1972 году на Олимпийских играх в Мюнхене стал обладателем золотой и бронзовой медалей, прервав доминирование в брассе пловцов США. В 1973 году стал обладателем двух бронзовых медалей чемпионата мира. В 1974 году завоевал три золотых медали Азиатских игр. На чемпионате мира 1975 года завоевал серебряную медаль.
В 1987 году включён в Международный зал славы плавания.